# Сламени кучета
„Сламени кучета“ (на английски: Straw Dogs) е американски психологически трилър, излязъл по екраните през 1971 година, режисиран от Сам Пекинпа с участието на Дъстин Хофман и Сюзан Джордж в главните роли.

## Сюжет
Малко английско селце. Младото семейство Съмнър е решило да живее там една година. Дейвид се надява да намери спокойствие в тихото селце и да напише книгата, за която е получил стипендия. За да приведат в удобен за живеене вид старата ферма, в която са се настанили, Дейвид и Ейми наемат седем местни младежи, които да ремонтират гаража и да изловят развъдилите се плъхове. Но един от младежите се оказва старо гадже на Ейми. Стеснителното и дистанцирано държание на Дейвид и презрителното отношение на местните младежи към новопристигналите, стават основа за една нарастваща агресия. А когато в действията на мъжете се намесва и голямо количество алкохол, насилието излиза от контрол...

## В ролите
| Изпълнител     | Роля            |
| -------------- | --------------- |
| Дъстин Хофман  | Дейвид Съмнър   |
| Сюзан Джордж   | Ейми Самнър     |
| Питър Вон      | Том Хедън       |
| Ти Пи Маккена  | Майор Джон Скот |
| Дел Хени       | Чарли Венер     |
| Джим Нортън    | Крис Коуси      |
| Доналд Уебстър | Фил Ридауей     |
| Кен Хъчисън    | Норман Скът     |